# Daniel Myron LeFever
Daniel Myron Lefever, amb el sobrenom popular d'Oncle Dan Lefever, (27 d'agost de 1835 - 29 d'octubre de 1906) fou un fabricant d'armes estatunidenc. Conegut com l'inventor de l'escopeta sense gallet, introduïda per primera vegada el 1878.

## Biografia
Nascut a Hopewell, Nova York, Oncle Dan Lefever va començar d'aprenent a Canandaigua, Nova York e principis de la dècada de 1850. Es va casar amb Sarah Stead el 10 de juny de 1857, a Canandaigua. Va obrir la seva pròpia botiga d'armes a Canandaigua el 1857. El seu principal negoci era fabricar fusells de càrrega de canó. El 1862 es va unir amb James Ellis per formar l'empresa Lefever & Ellis. Van construir rifles de llarg abast que van ser utilitzats en la Guerra Civil americana. Aquesta societat va plegar el 1867.

### Fàbrica d'armes
Poc abans de 1870 D. M. Lefever es va traslladar a Auburn, Nova York, on es va unir amb Francis Dangerfield per formar Dangerfield i Lefever, que fabricava bàsicament escopetes dobles de càrrega de recàmbra. També van convertir les armes de càrrega de canó a càrrega de recambra. Aquesta empresa es va dissoldre vers la fi de 1873. Al principi de 1874 D. M. Lefever es va traslladar a Syracuse, Nova York. Aquí es va unir amb Lorenzo Barber per formar Barber & Lefever. Una vegada més van fer escopetes i fusells de càrrega ràpida. Aquesta associació va durar dos anys.
Es va unir amb John Nichols i va formar Nichols & Lefever. Durant aquest temps, va treballar en el desenvolupament de l'escopeta sense gatell. Aquestes armes van ser fabricades amb una palanca de palanca al costat de la culata. El 1878 va guanyar el primer premi en el St. Louis Bench Show i l'Associació d'esportistes per a la millor escopeta amb càrrega de recambra d'Amèrica.

### Escopeta automàtica sense gallets
Quan D. M. Lefever va patentar la seva escopeta sense gallet el 1880, va deixar Nichols i Lefever i va començar a treballar per ell mateix. El 1883 va patentar la primera escopeta sense gatell realment automàtica. També va patentar el sistema d'expulsió automàtica que expulsava els cartutxos. El 1886 va perdre el control de la seva empresa que per llavors es deia Lefever Arms Company. No obstant això, va romandre com a superintendent fins a 1902.
El 1902 va abandonar Lefever Arms Company per formar D. M. Lefever, Sons & Company amb els seus fills Charles F. Lefever (també conegut com a Fred, que més tard va inventar el model 25 Daisy BB. Van seguir fent escopetes sense gallet, però no van poder competir amb la companyia Lefever Arms Company. El 1904 es van traslladar a Ohio, primer a Defiance i al cap d'un any a Bowling Green. El 1906 van tornar a Syracuse, Nova York, però, abans de poder restablir una empresa viable, D. M. Lefever va morir el 29 d'octubre a Syracuse d'una úlcera d'estómac. Les seves restes són enterrades, amb la seva esposa (que va morir el 1898), al cementiri Woodlawn de Syracuse.
La companyia Lefever Arms va continuar fent bones escopetes Lefever fins a 1916, quan van ser comprada per la Companyia de pistoles Ithaca. Ithaca va continuar produint canons dissenyats per Lefever sota el nom de Lefever Arms Company a Ithaca, Nova York fins a 1921. Poc després, l'Ithaca Gun Company va utilitzar el nom Lefever per comercialitzar una arma barata, la "Lefever Nitro Special", que era del seu propi disseny, sense tenir res a veure amb D. M. Lefever, excepte el nom. Aquestes armes van ser fabricades fins a principis de la dècada de 1940.
Molts col·leccionistes consideren que les canons originals "D.M. Lefever" són els millors produïts a Amèrica.

## Copa Oncle Dan LeFever
L'Associació de Col·leccionistes d'Armes Lefever va crear la "Copa Oncle Dan Lefever" en honor del llegat de D.M. Lefever. L'esdeveniment se celebra anualment durant un esdeveniment de tir designat per LACA. El tirador de puntuació més alta guanya un trofeu gravat amb l'any que va guanyar. Només els membres de LACA, que disparen les armes de Lefever, són elegibles per al premi. La primera "Copa Oncle Dan Lefever" va tenir lloc durant el Greater Northeast Side by Side a Friendsville, PA, el 6 de juny de 2010. LACA va celebrar la 2a Copa anual durant el Nimrod Classic de juny de 2011 a Bozeman, MT. La tercera Copa es va celebrar de nou a Greater Northeast Side by Side a Friendsville, Pennsilvània, el 2 de juny de 2012. La quarta edició de la Copa es durà a terme en el Spring 2013 South Side By Side de Sanford, Carolina del Nord. 26-27 d'abril de 2013